# Arthur Lamothe
 (octobre 2016).
Pour les articles homonymes, voir Lamothe.
Arthur Lamothe, né le 7 décembre 1928 à Saint-Mont (Gers), mort le 18 septembre 2013  à Montréal (Québec),, est un réalisateur franco-canadien, producteur, scénariste et monteur. Il émigre au Canada en 1953. Il réalise 13 films documentaires sur la vie des peuples autochtones amérindiens du Québec.

## Biographie
Originaire d'une famille de viticulteurs qui, à la maison, écoute du Félix Leclerc, Arthur Lamothe enfant se met à rêver de grands espaces. Immigrant au Canada À l'âge de 21 ans, il travaille en Abitibi comme bûcheron. C'est là qu'il fait la rencontre d'algonquins. D'un esprit critique, il documente la vie dans les camps de bûcherons.
Il fait ses études à l'Université de Montréal (1954-58) où il obtient une maîtrise en Science économique.
Employé permanent, responsable de l'émission quotidienne Ce Soir (1958-1960), il est responsable de la documentation et du schéma des émissions, Premier Plan, émission hebdomadaire de grands reportages et d'entrevues avec des personnalités politiques et l'L'Événement, une émission hebdomadaire sur l'actualité politique mondiale (1960-1961). 
Il travaille ensuite à Radio-Canada (1958-1961) puis à l'Office national du film (1962-1965). Il démissionne de l'ONF en 1965 afin de retrouver une liberté comme créateur. Président fondateur de la Société générale cinématographique qui a été, au Québec, une entreprise pilote de production de films pédagogiques, sociopolitiques, d'actualité, etc. (1965-1970) et des Studios Anthropos, il dirige à partir de 1993 Terres en vue, société pour la diffusion de la culture autochtone.

### Autres activités
Enseignement en cinéma (chargé de cours)
- 1982-84 : Université de Montréal
- 1981-82 : Université du Québec à Chicoutimi
- 1969-70 : Cégep du Vieux Montréal
- 1968-69 : École normale Jacques-Cartier, Montréal
- 1960-61 : Collège Sainte-Marie, Montréal

Recherche
- 1971 : Ministère des Affaires culturelles du Québec. Étude: Le cinéma et l'État pour la préparation de la Loi-cadre.
- 1963 : Conseil d'orientation économique du Québec. Participation à une étude sur l'industrie du cinéma. Rédaction du cahier Cinéma et culture.

### Participation à des jurys de festivals de cinéma
- 2001 : Montréal, Prix Gémeaux de l'Académie canadienne du cinéma et de la télévision
- 1999 : Québec, Jury des Prix d'excellence Mishtapew délivrés par l'Association des Gens d'Affaires des Premiers Peuples
- Montréal, 1999, Prix Gémeaux de l'Académie canadienne du cinéma et de la télévision
- Auch, 1998, Création et liberté
- Tours, 1992, Festival Henri-Langlois
- Mexico, 1991, Festival International de Escuelas de Cine
- Troia, 1986, Festival international, président du jury
- Épernay, 1984, Mostra du film
- Mexico, 1976, Primero Festival de Cine Educativo
- Indre-et-Loire, Festival du Val d'Indre, président du jury

### Collaboration à des revues
- Depuis 1981: Format Cinéma, Membre fondateur et rédacteur
- 1959: Cité libre et Liberté, Chroniqueur cinématographique
- 1954-56: Images (revue cinématographique), Cofondateur et rédacteur
- Cinéma libre, 1981-84

### Administrateur
- Cinémathèque québécoise
  - 1976-82 Vice-président
  - 1970-71 Vice-président
  - 1969-70 Administrateur
- Festival international du film de Montréal
  - 1959-67 Cofondateur et membre du conseil d'organisation (1959-61)

### Associations professionnelles
- Association des réalisateurs et réalisatrices du Québec
  - 1981-83 : Président et directeur
  - 1977-83 : Directeur
- Association des producteurs de films et de télévision du Québec (APFTQ)
  - 1973-74 : Administrateur
  - 1972-73 : Vice-président
  - 1971-72 : Président
  - 1966-71: Secrétaire-trésorier
  - 1966 : Cofondateur
- Comité d'action cinématographique
  - 1974 : Organisation de la Première rencontre internationale pour un nouveau cinéma
  - 1973 : Cofondateur
- Association professionnelle des cinéastes du Québec
  - 1969-67 : Membre du comité exécutif
  - 1964 : Cofondateur

## Prix et rétrospectives pour l'ensemble de l'œuvre
- Wendake : Prix d'Excellence Mishtapew de L'Association d'affaires des Premiers Peuples (Québec)(à la société Les Ateliers audiovisuels du Québec pour son Implication en milieu autochtone), 22 avril 1999.
- Cannes : Participation aux Rencontres internationales de cinéma ethnographique, sociologique et documentaire, 1983. Regard sur les sociétés européennes et membre du comité d'organisation.
- Lausanne : Rétrospective d'Images d'un doux ethnocide, Cinémathèque de Lausanne, 1983.
- Montréal : Prix de l'Association des producteurs de films du Québec, 1983.
- Prix Albert-Tessier, du Gouvernement du Québec, 1980. Premier lauréat.
- Paris : Centre Georges-Pompidou et Palais de Chaillot, du 12 au 25 mars 1980. Rétrospective de l'ensemble de l'œuvre d'Arthur Lamothe organisée par la Cinémathèque française. Première rétrospective consacrée à un cinéaste canadien.

## Filmographie

### comme réalisateur
- 1962 : Bûcherons de la Manouane
- 1963 : Montréal - Manicouagan
- 1965 : La neige a fondu sur la Manicouagan
- 1968 : Poussière sur la ville (d'après le roman du même titre) d'André Langevin
- 1968 : Ce soir-là, Gilles Vigneault...
- 1970 : Le Mépris n'aura qu'un temps
- 1974 : Mistashipu
- 1975 : Ntesi nana shepen 1
- 1976 : Ntesi nana shepen 2
- 1980 : Innium Nipatakanu
- 1980 : Ninan Nitassinan
- 1980 : Pukuanipanan
- 1981 : Innu Asi
- 1981 : Mushuau Innu
- 1983 : Mémoire battante
- 1986 : Équinoxe
- 1990 : La Conquête de l'Amérique II[4]
- 1992 : La Conquête de l'Amérique I[5]
- 1992 : L'écho des songes - Shaman Never Dies
- 1996 : Le Silence des fusils
- 2004 : Série Mémoire Antérieure
- 2007 : Les Pêcheurs Acadiens de l'île Lamèque

### comme producteur
- 1974 : Mistashipu
- 1975 : Ntesi nana shepen 1
- 1976 : Ntesi nana shepen 2
- 1980 : Innium Nipatakanu
- 1980 : Une histoire de femmes
- 1980 : Ninan Nitassinan
- 1980 : Pukuanipanan
- 1981 : Mushuau Innu
- 1983 : Mémoire battante
- 1990 : Oliver Jones in Africa

### comme scénariste
- 1961 : Dimanche d'Amérique
- 1961 : Manger
- 1963 : Montréal - Manicouagan
- 1965 : La neige a fondu sur la Manicouagan
- 1973 : La Mort d'un bûcheron
- 1973 : Les Corps célestes
- 1983 : Mémoire battante
- 1990 : La Conquête de l'Amérique II
- 1992 : La Conquête de l'Amérique I
- 1996 : Le Silence des fusils
- 2007 : Les Pêcheurs Acadiens de l'île Lamèque

### comme monteur
- 1962 : Bûcherons de la Manouane
- 1965 : La neige a fondu sur la Manicouagan
- 1968 : Poussière sur la ville
- 1968 : Ce soir-là, Gilles Vigneault...
- 1975 : Ntesi nana shepen 1
- 1976 : Ntesi nana shepen 2
- 2004 : Série Mémoire Antérieure
- 2007 : Les Pêcheurs Acadiens de l'île Lamèque

### comme acteur
- 1983 : Mémoire battante : (Voix)
- 1990 : La Conquête de l'Amérique II
- 1992 : La Conquête de l'Amérique I

## Récompenses et nominations

### Récompenses
- 1975 : Prix L.-E.-Ouimet-Molson
- 1980 : Prix Albert-Tessier[6]

### Nominations
- 1995 : Membre de l'Ordre du Canada
- 1999 : Chevalier de l'Ordre national du Québec[7]

## Archives
Le fonds d'archives d'Arthur Lamothe est conservé au centre d'archives de Montréal de Bibliothèque et Archives nationales du Québec.